# 高山党参
高山党参（学名：Codonopsis alpina）是桔梗科党参属的植物，为中国的特有植物。分布于中国大陆的云南、西藏等地，生长于海拔3,400米至4,200米的地区，多生于高山石质开旷草坡，目前尚未由人工引种栽培。